# Triandomelaena albinus
Triandomelaena albinus är en tvåvingeart som först beskrevs av Mario Bezzi 1924.  Triandomelaena albinus ingår i släktet Triandomelaena och familjen borrflugor. Inga underarter finns listade i Catalogue of Life.